# Wasserburger Aussichtsturm
Der Aussichtsturm der Stadt Wasserburg am Inn ist ein 1854 erbauter Turm in der Nähe des Ortsteils Weikertsham, der durch Baumeister Michael Geisberger im selben Jahr als „Observationsturm“ geplant und verwirklicht wurde.
Der Turm steht auf dem 507 m ü. NHN hohen Gerbelberg, einer Anhöhe, etwa 700 Meter südöstlich der Altstadt Wasserburgs und bietet einen guten Blick auf das Alpenpanorama, Wasserburg selbst ist hingegen nicht sichtbar.
Der Aussichtsturm ist öffentlich zugänglich, allerdings muss zuvor der Schlüssel abgeholt werden. Dies ist im nahegelegenen Gasthof Huberwirt oder bei der Gästeinformation im Rathaus der Stadt unter Angabe des eigenen Namens möglich.

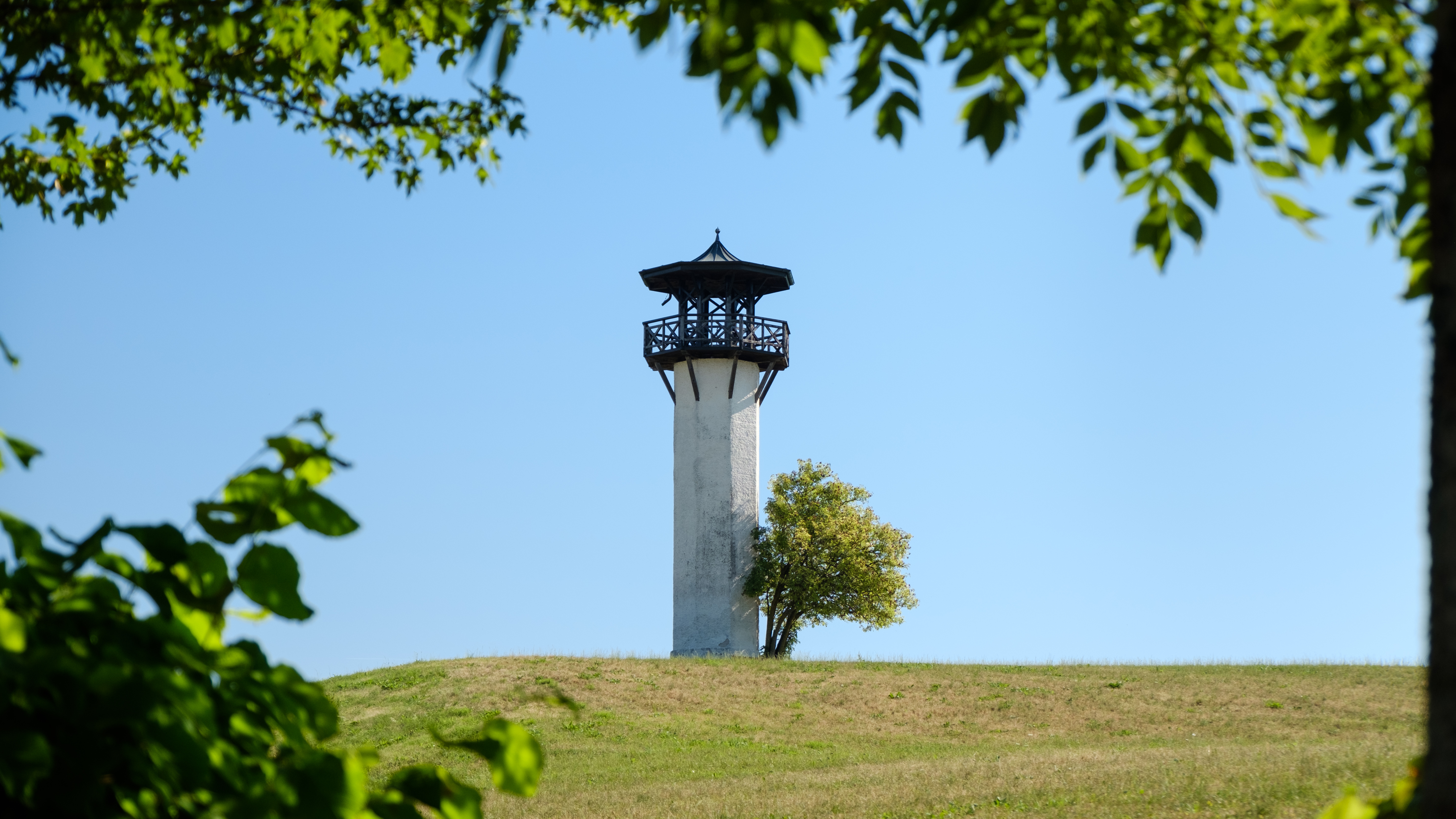
Der Turm gesehen vom Aufstiegsweg.
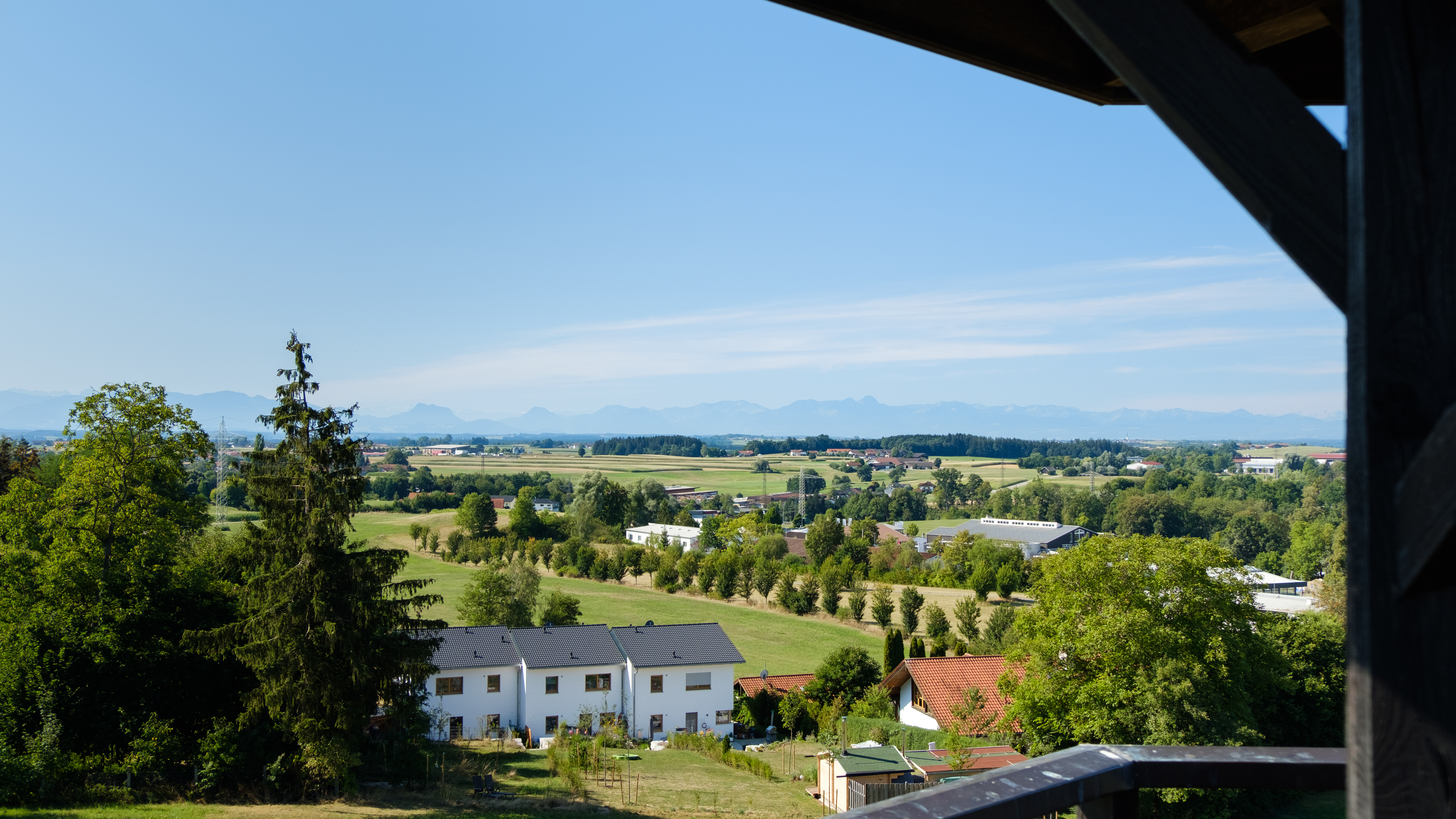
Aussicht Richtung Süden, Alpen.